# Nactus acutus
Nactus acutus — вид геконоподібних ящірок родини геконових (Gekkonidae). Ендемік Папуа Нової Гвінеї. Описаний у 2005 році.

## Поширення і екологія
Nactus acutus мешкають на островах архіпелагу Луїзіада і на острові Вудларк. Голотип походить зі сходу острова Россель, з висоти 720 м над рівнем моря. Nactus acutus живуть у вологих тропічних лісах з густим підліском, серед валунів.